# Philipp Leinemann
Philipp Leinemann (* 1979 in Braunschweig) ist ein deutscher Filmregisseur und Drehbuchautor.

## Leben
Philipp Leinemann begann 2004 sein Regiestudium in der Abteilung III (Film- und Fernsehspiel) an der Hochschule für Fernsehen und Film München. Sein Abschlussfilm Transit wurde auf dem Filmfest München 2010 mit dem Produktionspreis ausgezeichnet. Während seines Filmstudiums realisierte er neben einigen Kurzfilmen auch mehrere Werbe- und Imagefilme.
Leinemanns Debütfilm Wir waren Könige mit Ronald Zehrfeld hatte ebenfalls auf dem Filmfest München 2014 Premiere und lief anschließend im Kino. Mit der Arbeit an dem Drehbuch begann er bereits zu Beginn des Regiestudiums. 2017 kam es erneut zu einer Zusammenarbeit mit Zehrfeld in der Hauptrolle eines BND-Agenten für den Politthriller Das Ende der Wahrheit. In weiteren Rollen spielen u. a. Thomas Thieme und Antje Traue mit. Mit Letzteren arbeitete er auch an der Miniserie Tempel.
Philipp Leinemann lebt in München und Berlin.
Zuletzt inszenierte er zusammen mit Sebastian Hilger die Netflix-Miniserie Das Signal mit Florian David Fitz sowie Peri Baumeister und Katharina Thalbach in den Hauptrollen.

## Filmografie (Auswahl)
- 2010: Transit (Drehbuch, Regie)
- 2014: Wir waren Könige (Drehbuch, Regie)
- 2016: Polizeiruf 110: Im Schatten (Fernsehfilm; Regie)
- 2016: Die Informantin (Fernsehfilm; Regie)
- 2016: Tempel (Miniserie, 6 Folgen; Regie)
- 2017: Willkommen bei den Honeckers (Fernsehfilm; Regie)
- 2019: Das Ende der Wahrheit (Drehbuch, Regie)
- 2019: Polizeiruf 110: Mörderische Dorfgemeinschaft (Fernsehfilm; Regie, Co-Autor)
- 2024: Das Signal (Miniserie, Regie 2 Folgen)

## Auszeichnungen
- Exground Filmfest Wiesbaden (Bester Jugendfilm 2007)
- Förderpreis Deutscher Film 2010 für Transit
- Eyes and Ears Award 2010 für Sky: Academy Awards
- Eyes and Ears Award 2011 für Wings For Life, (Bester Social Spot 2011)
- Best Narrative Feature beim Austin Film Festival 2014 für Wir waren Könige
- Filmkunstpreis Sachsen-Anhalt 2014: Bester Langfilm 2014
- MFG-Star Baden-Baden 2014  für Wir waren Könige[3]
- Nominierung Deutscher Fernsehpreis – Beste Serie 2017  für Tempel[4]